# Godspell
Godspell è un film del 1973, tratto dal musical di John M. Tetelax, diretto da David Greene e interpretato da Victor Garber e David Haskell.
Fu presentato in concorso al 26º Festival di Cannes.

## Personaggi
Fu il cast originale a definire le personalità di ogni personaggio. La maggior parte dei nomi dei personaggi, sono semplicemente i nomi reali degli attori, gli unici due nomi dati ai personaggi sono Gesù e Giovanni Battista, che raddoppia nello spettacolo come Giuda Iscariota.

## Trama
Nella New York odierna, dieci giovani cantanti vagano sui tetti e nelle vie della città mimando e interpretando, a modo loro, alcuni episodi del vangelo.

## Riconoscimenti
- Gran Premio OCIC 1973